# Bochotnica

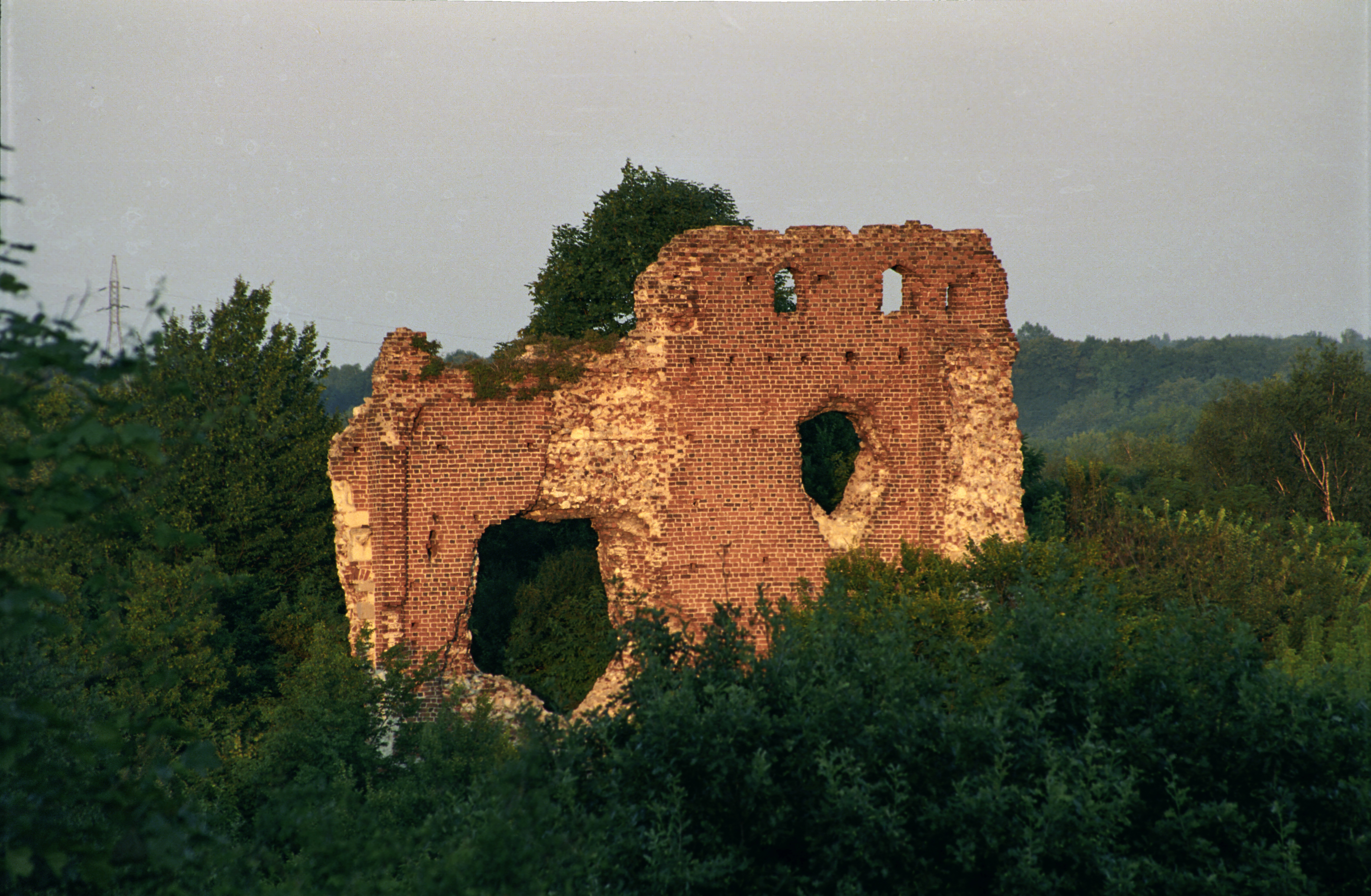
Borgruin från 1300-talet nära Bochtonica.

Bochtonica är en by i sydöstra Polen med 1 500 invånare, belägen mellan Puławy och Lublin. Byn ligger vid Bystrafloden.